# ウォルター・テヴィス
ウォルター・テヴィス（Walter S. Tevis, 1928年2月28日 - 1984年8月9日）はアメリカ合衆国の作家、SF作家。映画化された『ハスラー』『地球に落ちてきた男』で知られる。ながらく副業作家であったため作品数は少ない。英文学の教師（オハイオ大学などに勤務）を本業とし、晩年は作家業に専念した。

## 作品
主に、ビリヤードやチェスを描いた普通小説と、SF・ファンタジー作品を手がけた。ビリヤード賭博を描く『ハスラー』と、謎めいた自称異星人を描いた『地球に落ちてきた男』はともに映画化され、知名度が高い。ディストピアを舞台としたビルドゥングスロマン風のSF『モッキンバード』で1980年度ネビュラ賞 長編小説部門の候補作となった。短編集『ふるさと遠く』は主にSF・ファンタジー作品が収録されている。
日本では、その死後に主要な作品が翻訳された。

## 経歴
テヴィスはカリフォルニア州サンフランシスコで生まれ、金門橋に近いサンセット区（Sunset District）で育った。10歳からの一年間（一家がケンタッキー州マディソン郡で土地の割譲を受ける間）、ウォルターは公共の施設に預けられた。11歳の時に鉄道で一人旅をして家族と合流した。
第二次大戦の末期、17歳であった彼は海軍に入隊し船大工として駆逐艦ハミルトン号に乗り組む。除隊後は1945年に高校を卒業し、ケンタッキー大学に入学。英文学を専攻し学士号と修士号を取得した。テヴィスは在学中、ビリヤード場で働き、ビリヤードを題材にした短編小説を書いている。
大学卒業後、テヴィスはケンタッキー州ハイウェイ省で働き、また同州の複数の高校で科学、英語などを教えた。1957年にジェイミー（Jamie）という女性と結婚。
1965年から78年にかけてオハイオ大学で英文学および創作技法について教える。その傍ら処女長編『ハスラー』を発表（1959年）。以後も創作を続けた。
晩年は専業作家としてニューヨーク市で過ごした。1984年に舌癌で死亡し、ケンタッキー州リッチモンド（Richmond）に埋葬された。

## 著作リスト
1. The Hustler (1959)  『ハスラー』　真崎義博訳、扶桑社〈扶桑社ミステリー〉、2007年
2. The Man Who Fell to Earth (1963) 『地球に落ちてきた男』　古沢嘉通訳、扶桑社、2003年　のち二見書房で再刊。
3. Mockingbird (1980) 『モッキンバード』　峯岸久訳、早川書房〈海外SFノヴェルズ〉、1982年
4. Far from Home (1981) 『ふるさと遠く』　伊藤典夫他訳、早川書房〈ハヤカワ文庫SF〉、1986年
5. The Queen's Gambit (1983) 『クイーンズ・ギャンビット』　小澤 身和子訳、新潮社〈新潮文庫〉、2021年
6. The Step of the Sun (1983?) 未訳 （※SF小説）
7. The Color of Money (1984?) 『ハスラー2』　沢川進訳、角川書店〈角川文庫〉、1986年

## 著作を基にした映像作品
- 「ハスラー」1961年（上記1の映画化）
- 「地球に落ちて来た男」1976年（上記2の映画化）
- 「ハスラー2」1986年（上記7の映画化）
- 「クイーンズ・ギャンビット」2020年（上記5のドラマ化、7回シリーズ、Netflixで配信)